# Храм Святителя Николая на Студенце
Храм святителя Николая на Студенце (Храм святителя Николы в Студенцах) — православный единоверческий храм, принадлежащий к Покровскому благочинию Московской городской епархии Русской Православной Церкви. Находится в Москве по адресу Таганская улица, дом 20а. Памятник архитектуры

## История
Название «на Студенце» предположительно произошло от шедшей мимо храма дороги к Белому морю, которое в простонародье называлось «студенец». Точная дата основания церкви неизвестна, но в документальных источниках за 1672 год она числится деревянной. Постройку каменного храма начали в 1699 году, а окончание строительства датируется 1702 годом, однако некоторые источники ставят эти даты под сомнение. В 1718 году впервые упоминается главный престол во имя Казанской иконы Божией Матери.
В начале 1930-х годов храм был закрыт, колокольня взорвана, здание сильно переделано. Снос храма продолжился до 1937 года, но так и не закончился, в здании создали второй этаж и разместили в нём общежитие фабрики «Кардолента». В 1965 году произошла очередная попытка сноса храма для освобождения места под строительство жилого дома, снос остановился благодаря протесту общественности. После обследования остатков здания в 1966 году его решили отреставрировать, работы начались в том же году и продолжились до 1969 года, хотя здание простояло в строительных лесах до 1983 года.
Храм был возвращён верующим в 1992 году, первое богослужение прошло в 1994 году, а регулярно службы стали проводиться с 1996 года. Службы совершаются по дораскольному старому обряду.
Настоятель храма с 1994 года — священноигумен Петр (Васильев).

## Престолы
- Казанской иконы Божией Матери
- Святителя Николая